# Kombi yinga
 (février 2010).
Si vous disposez d'ouvrages ou d'articles de référence ou si vous connaissez des sites web de qualité traitant du thème abordé ici, merci de compléter l'article en donnant les références utiles à sa vérifiabilité et en les liant à la section « Notes et références ».
Pour les articles homonymes, voir Kombi.
Kombi yinga est une association dont l'objectif est de venir en aide aux enfants en détresse du Burkina Faso. Créée en 2001 sous le nom de Mazanga-Jura, elle a adopté son nom actuel (qui signifie Au nom des enfants en langue Mooré) en 2002. L'association, qui compte 200 adhérents et 130 parrainages scolaires, a concentré son action sur l'orphelinat de Marthe Girard qui se trouve dans le village de Guié à 60 km de Ouagadougou, où les membres les plus actifs se rendent tous les deux ans à leurs frais, afin de mieux suivre les projets.